# 索努瓦新城
索努瓦新城（法語：Laneuveville-en-Saulnois），音译为索努瓦地区拉讷夫维勒，是法国摩泽尔省的一个市镇，位于该省南部偏西，属于萨尔堡-沙托萨兰区。该市镇总面积6.49平方公里，2009年时的人口为269人。

## 人口
索努瓦新城人口变化图示